# تیم ملی والیبال مردان عربستان سعودی
تیم ملی والیبال مردان عربستان (به انگلیسی: Saudi Arabia men's national volleyball team) تیم ملی والیبال عربستان است که از سال ۱۹۶۴ به عضویت فدراسیون جهانی والیبال درآمده و در مسابقات بین المللی والیبال به نمایندگی از عربستان شرکت می کند.

این تیم تاکنون ۸ بار در مسابقات قهرمانی آسیا شرکت کرده و بهترین عنوان آن، مقام هشتم در سال ۲۰۰۱ بوده‌است.